# ورا لوئیس
ورا لوئیز (انگلیسی: Vera Lewis؛ ۱۰ ژوئن ۱۸۷۳ – ۸ فوریهٔ ۱۹۵۶) یک هنرپیشه اهل ایالات متحده آمریکا بود.

## فیلم‌شناسی
از فیلم‌هایی که وی در آن نقش داشته است، می‌توان به چه اهمیتی داره؟، تعصب، آدمکش‌ها، کینگ کونگ، فرشتگانی با چهره‌های کثیف، آقای اسمیت به واشنگتن می‌رود، آقای اسکفینگتون، چهار دختر، همه اینها به اضافه بهشت و نقاب آهنین اشاره کرد.